# Моретти, Джузеппе
Джузеппе Моретти (итал. Giuseppe Moretti, 1782 — 1853) — итальянский ботаник и миколог.

## Биография
Джузеппе Моретти родился в 1782 году в коммуне Ронкаро.
Моретти занимался сбором, изучением и классификацией растений Италии. Он вёл переписку с учёными своего времени, в том числе с Уильямом Генри Фоксом Тальботом из Лондонского Линнеевского общества. Моретти преподавал ботанику в университете Павии, с 1826 по 1853 год, и был префектом Ботанического сада Павии.
Джузеппе Моретти умер в 1853 году.

## Научная деятельность
Джузеппе Моретти специализировался на семенных растениях и на микологии.

## Почести
Род растений Morettia DC. был назван в его честь.